# Imaginations
Imaginations es el séptimo álbum de estudio de la artista sueca de synth-pop Molly Nilsson, se había anunciado para enero de 2017, pero el lanzamiento se postergó hasta el 26 de mayo.

## Características
Tuve una visión muy diferente cuándo comencé, pero la vida me interrumpió y tuve otros planes. Se suponía que sería llamado de otra manera pero un sueño me dijo que lo llamara Imaginations.
Molly Nilsson.

Molly Nilsson se inspiró en los viajes por Europa y Centroamérica para grabar Imaginations.
Ya con su álbum Zenith de 2015, Nilsson había comenzado a producir un tipo de synth pop más progresivo, posiblemente con la idea de poder captar seguidores por varias partes del mundo, y no quedar acotada a su público europeo. Las letras de Imaginations están basadas explícitamente en sus extensos viajes por el mundo desde Europa a América Central. La lírica del mismo tiende a ser más optimista que sus entregas anteriores, rumiando las imágenes de un mundo mejor. Inicialmente fue anunciado para enero de 2017, pero su edición se retrasó a mayo, una cuestión que Nilsson calificaría como "frustrante" [...] ya que "soy ansiosa por editar las cosas ni bien ya están terminadas". Nilsson comenzó a grabar 20-20 antes que Imaginations saliera a la venta.
Si bien mantiene algún parecido con su entrega anterior, Imaginations hace uso de sintetizadores más brillantes y de sus efectos especiales, máquinas de ritmo de mejor calidad, además de la aparición de saxofón, guitarra y pandereta. Las instrumentaciones son exuberantes mientras que Nilsson canta con mayor confianza.
La canción de apertura "Tender surrender" tiene reminicesncias tangueras, además de ser una colisión entre lo político y lo personal. Si bien se la puede considerar como una canción de amor, también tiene un resplandor de rabia en las líneas: "Quiero tu ruina, quiero destrucción".

## Producción
Molly Nilsson escribió Imaginations en la primera mitad de 2016. Respecto a la producción del álbum, afirmó que fue "quizás fue con la que más luché".

## Temas
Se ha observado que Imaginations es crítica con el neoliberalismo, el capitalismo y el panorama político de 2017. Por ejemplo, la canción "Money Never Dreams" ha sido denominada "himno contra la codicia". No obstante, se ha descrito que el álbum tiene una perspectiva optimista. Nilsson reconoció que el "tono del álbum parece más político", pero que también es "muy personal" al mismo tiempo.

## Lanzamiento
Imaginations se lanzó en vinilo, CD, casete y descarga digital el 26 de mayo de 2017. Originalmente, el álbum iba a ser lanzado en enero de 2017, pero se retrasó.

## Crítica
Imaginations  recibió críticas positivas. Ben Beaumont-Thomas, que escribe para The Guardian, lo declaró la "obra maestra" de Molly Nilsson y "uno de los mejores discos de [2017]". Tom Breihan de Stereogum se refirió al álbum como "impresionante". Rachel Redfern de Loud and Quiet escribió que Imaginations muestra a Nilsson "en su mejor momento melódico".
Según Allmusic: "a diferencia de muchos que dan un paso similar, [Nilsson] se las arregló para mantener las cosas (melodías inteligentes, su visión del mundo, y la voz) aún en buena calidad sin perderlos en la prisa por expandirse. Imaginations es el segundo paso en el proceso y es tan constante como el primero [Zenith]". Robin Smith de Norman Records declaró el álbum "el mejor disco [de Nilsson] de música pop distante" y destacó su sonido "expansivo y explosivo". Jake Folsom, que escribe para WMPG, elogió la producción del álbum y las letras "ingeniosas, honestas [y] empoderadoras" de Nilsson.
Por otro lado Betel Klub ha declarado sobre el "cambio de ánimo" en Imaginations y su mensaje: "Molly dentro de su monólogo interior, encuentra la manera de ver al mundo de otra manera, para cambiar sus vidas y rechazar el status quo. Podemos escuchar "Think Pink" y cambiar nuestro destino juntos. Es un mensaje lleno de optimismo cuando más lo necesitamos".

## Lista de canciones
Todas las canciones escritas y compuestas por Molly Nilsson. 
| Lado A |                               |          |  |
| N.º    | Título                        | Duración |  |
| 1.     | «Tender surrender»            |          |  |
| 2.     | «Let's talk about privileges» |          |  |
| 3.     | «Mona-Lisa's smile»           |          |  |
| 4.     | «Memory foam»                 |          |  |
| 5.     | «American Express»            |          |  |
| 6.     | «Money never dreams»          |          |  |

| Lado B |                   |          |  |
| N.º    | Título            | Duración |  |
| 7.     | «Not today satan» |          |  |
| 8.     | «Think pink»      |          |  |
| 9.     | «Modern world»    |          |  |
| 10.    | «Inner cities»    |          |  |
| 11.    | «Theory of life»  |          |  |
| 12.    | «Afterlife»       |          |  |

## Créditos
- Molly Nilsson: sintetizadores, voz, composición, arreglos y producción.
- Katja Navarra: saxofón.
- Sean Savage: guitarra en "Mona-Lisa's smile".